# Oliver Sipple
Oliver "Billy" Wellington Sipple (Detroit, Míchigan, 20 de noviembre de 1941-San Francisco, California, 2 de febrero de 1989) fue un marine estadounidense condecorado y un veterano de la guerra de Vietnam, conocido por salvar la vida del presidente de los Estados Unidos, Gerald Ford, durante un intento de asesinato en San Francisco, California, el 22 de septiembre de 1975. La subsiguiente revelación pública de que Sipple era homosexual convirtió la noticia en una cause célèbre para los activistas LGBT.

## Servicio
Sirvió con los marines y estuvo en Vietnam. Las heridas sufridas por los fragmentos de una bomba en diciembre de 1968 le obligaron a terminar su turno de servicio en un hospital de veteranos de Filadelfia, del que fue dado de alta en marzo de 1970. Posteriormente pasó seis meses en un hospital de veteranos de San Francisco (California), siendo readmitido con frecuencia en 1975, el año en que salvó la vida de Ford. 
Recibió la discapacitación completa por motivos psicológicos, no pudo mantener ningún empleo y recibió una paga por discapacidad. 
Vivía con un marino mercante en un cuarto piso en el barrio Mission District (San Francisco). Sipple se mantenía activo en diversas causas locales, incluyendo la campaña política histórica del candidato abiertamente gay Harvey Milk.

## Intento de asesinato de Ford
El 22 de septiembre de 1975, Sipple formaba parte de una multitud de unas 3000 personas reunidas a las afueras del St. Francis Hotel para ver al presidente Ford. Sipple se dio cuenta de que una mujer que estaba cerca de él había sacado una pistola del calibre 38 y estaba apuntando a Ford cuando este se estaba dirigiendo a su limusina. Reaccionó instintivamente y se lanzó contra la mujer, Sara Jane Moore, justo cuando su dedo apretaba el gatillo. La pistola se disparó, pero el golpe permitió que errara el tiro con mucha diferencia. La bala dio a John Ludwig, un taxista de 42 años. Sobrevivió.

## Consecuencias
La policía y el Servicio Secreto inmediatamente elogiaron a Sipple por su acción. El presidente Ford se lo agradeció con una carta, y los medios de comunicación trataron a Sipple como a un héroe resaltando su pasado en la infantería de marina y como veterano de combate.
A pesar de que se sabía en la comunidad LGBT que Sipple era gay, y que incluso había participado en marchas del orgullo gay, su orientación sexual era un secreto para su familia. El propio Sipple pidió a la prensa que no publicaran datos acerca de su sexualidad, dejando claro que ni su madre ni su padre, ni su empleador, lo sabían; sin embargo, no se tuvo en cuenta su solicitud. El foco de la atención pública se centró en él inmediatamente y llamó la atención de su amigo Harvey Milk. Debatiendo acerca de si la sexualidad de Sipple debería revelarse, el propio Milk dijo a un amigo: «Es una oportunidad demasiado buena. Por una vez podemos mostrar que los gays hacen cosas heroicas, no toda esa basura de abusar de niños y liarse en cuartos de baño»  y así Milk se contactó con los periodistas.
Varios días más tarde, Herb Caen, columnista del The San Francisco Chronicle, expuso a Sipple como un gay y un amigo de Milk. Sipple fue acosado por los periodistas, y su familia también sufrió acoso. De hecho, su madre, una férrea cristiana bautista en Detroit, declaró no querer hablar nunca más con él cuando la prensa comentó su sexualidad, siendo rechazado también por su padre. Sipple demandó al Chronicle por invasión de su intimidad. Sobre la carta de agradecimiento del presidente Ford, Milk sugirió que la orientación sexual de Sipple fue la auténtica razón por la que solo recibió una nota escrita como agradecimiento en lugar de una invitación a la Casa Blanca.

## Últimos años y muerte

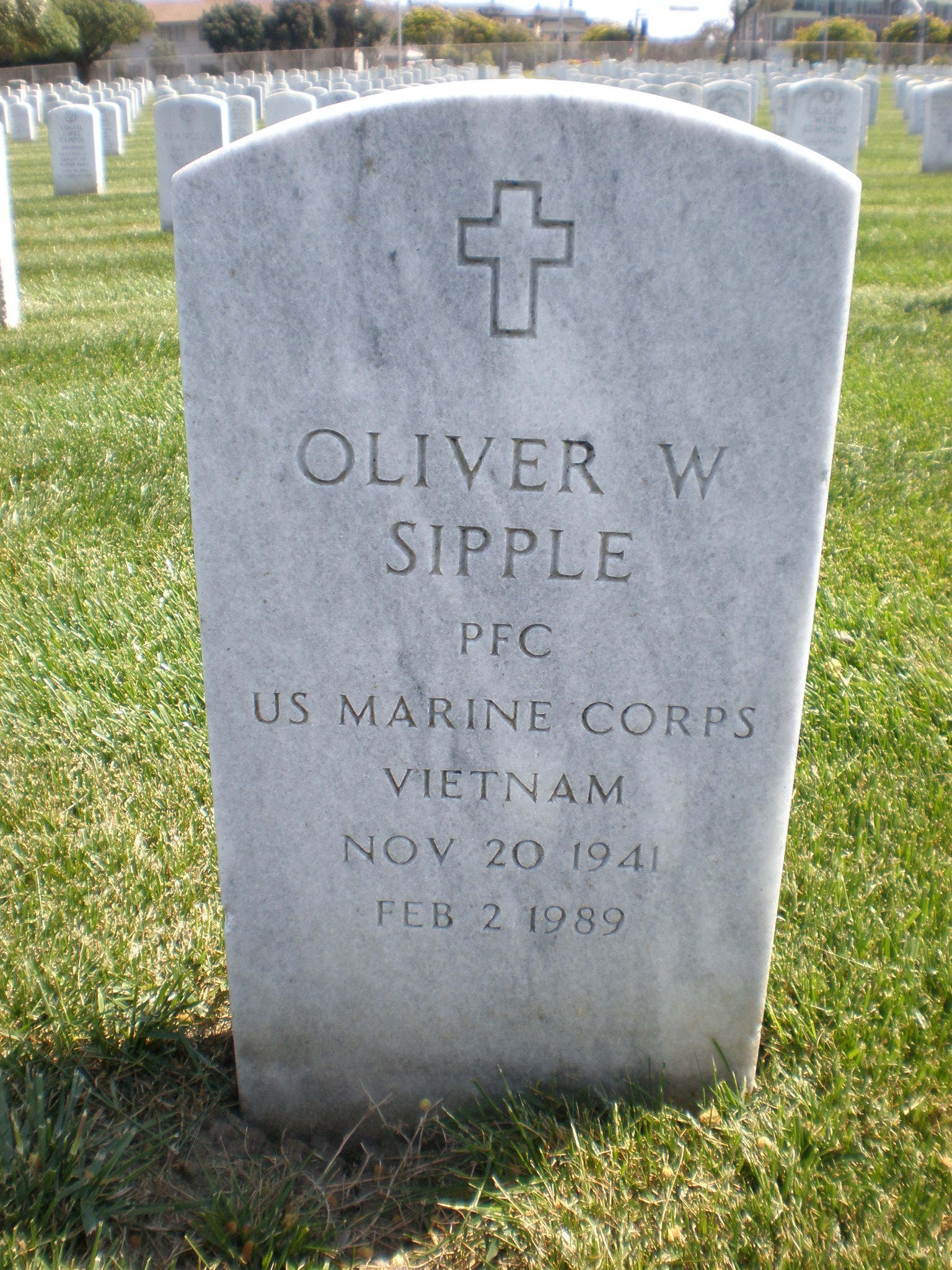
Lápida de Sipple en el Golden Gate National Cemetery.

Según un artículo de 2006 del The Washington Post, Sipple atravesó un periodo de distanciamiento con sus padres, pero la familia posteriormente se reconcilió y toleró -aunque censurándola- su orientación sexual.
Su salud física y mental se deterioró gravemente con los años, tras la indeseada atención de la prensa que prefería destacar su condición de homosexual antes que su gesto heroico. Consumía mucho alcohol, ganó mucho peso, recibió un marcapasos, y se volvió paranoico e incluso suicida. El 2 de febrero de 1989 apareció muerto en su cama, a la edad de 47 años. Unas horas antes, Sipple había visitado a un amigo y le había dicho que le habían rechazado en el hospital de veteranos al que había acudido debido a sus problemas respiratorios suscitados por una neumonía. 
Sipple no le guardó ningún rencor a Milk, y se mantuvo en contacto con él. El incidente le trajo tanta atención pública que, años más tarde, mientras bebía, expresó su arrepentimiento por haber agarrado la pistola de Moore. Sipple, herido en la cabeza en Vietnam, también fue diagnosticado de esquizofrenia paranoide según el informe del forense. También guardó celosamente hasta su muerte, en un cuadro de vidrio, la carta de agradecimiento remitida por Ford.
A su funeral asistieron 30 personas. Fue enterrado en el Golden Gate National Cemetery de San Bruno, California.

## Legado
Según Castañeda y Campbell:

Al incidente Sipple se ha hecho referencia, de pasada, en una película y en un programa de televisión en horario de máxima audiencia. Diversos artículos de derecho y más de una docena de libros y comentarios han mencionado las asombrosas dimensiones éticas del caso.